# Zoločivský rajón (Charkovská oblast)
Zoločivský rajón (ukrajinsky Золочівський район) byl rajón v Charkovské oblasti na Ukrajině. Hlavním městem byl Zoločiv a rajón měl přibližně 24 tisíc obyvatel. 

## Sídla v rajónu
- Zoločiv